# جيمس ر. ديكسون
جيمس ر. ديكسون (بالإنجليزية: James R. Dixon)‏ هو عالم حيوانات وأحيائي أمريكي، ولد في 1 أغسطس 1928 في هيوستن في الولايات المتحدة، وتوفي في 10 يناير 2015 في بريان في الولايات المتحدة.